# Mycerobas
Mycerobas és un dels gèneres d'ocells de la família dels fringíl·lids (Fringillidae).

## Taxonomia
Segons la classificació del Congrés Ornitològic Internacional (versió 15.1, 2025), aquest gènere està format per 4 espècies:
- Durbec negre-i-groc (Mycerobas icterioides Vigors, 1830)
- Durbec de collar (Mycerobas affinis Blyth, 1855)
- Durbec alatacat (Mycerobas melanozanthos Hodgson, 1836)
- Durbec alablanc (Mycerobas carnipes Hodgson, 1836)